# Plaza Vieja (La Rioja)
Plaza Vieja es una pequeña localidad del Departamento Famatina, en el norte de la provincia de La Rioja, Argentina.

## Características de la localidad
Se encuentra ubicada a poca distancia hacia el sur de la ciudad de Famatina, sobre el de la ruta provincial N.º 11. Cuenta con una escuela de carácter rural y un centro de atención primaria en salud.
Hasta fines de 1869, la localidad formaba un conjunto urbano con la cercana localidad conocida como Plaza Nueva, a poca distancia hacia el norte. En diciembre de ese año, un decreto provincial determinó que el distrito antes conocido como Plaza Nueva, fuera la cabecera del departamento con el nombre de Villa de Famatina. Las antiguas construcciones del pueblo, grandes casonas de abobe de estilo urbano, en parte sobreelevadas y con accesos directos desde la calle representan las evidencias de aquella etapa.
La actividad productiva de la localidad es básicamente la agricultura bajo riego en pequeña escala, fundamentalmente olivos, vides y nogales. La región presenta una tendencia al decrecimiento poblacional. Esta circunstancia sumada a las dificultades para aumentar las superficies cultivadas, por los límites que impone el sistema de riegos, afectan de modo directo la actividad agraria.

## Población
Cuenta con 250 habitantes (Indec, 2010), lo que representa un descenso del 13% frente a los 289 habitantes (Indec, 2001) del censo anterior.
| Gráfica de evolución demográfica de Plaza Vieja entre 1991 y 2010 |
|                                                                   |
| Fuente: Censos nacionales del INDEC                               |

## Sismicidad
La sismicidad de la región de La Rioja es frecuente y de intensidad baja, y un silencio sísmico de terremotos medios a graves cada 30 años en áreas aleatorias.